# Harry Wexler
Harry Wexler, född 15 mars 1911,  i Fall River, Massachusetts, död 11 augusti 1962, var en amerikansk meteorolog och atmosfärforskare. 
Wexler utbildade sig till meteorolog på Harvard University och tog doktorsexamen på Massachusetts Institute of Technology (MIT) 1939. Wexler arbetade på amerikanska väderbyrån mellan 1934 och 1942 och blev kapten i det amerikanska flygvapnet under krigsåren. År 1944 var han den första forskaren som medvetet flög in i orkan för att från flygplanet samla data. 
Efter kriget arbetade han framför allt med satelliter och han ledde förhandlingar med Sovjet för att finansiera en gemensam vädersatellit. 
Wexler tilldelades amerikanska meteorologisamfundets finaste utmärkelse Carl-Gustaf Rossby-medaljen 1963. Han är i och med detta den första och enda forskare som hittills fått denna utmärkelse postumt. 